# Ceriale
Ceriale est une commune italienne de la province de Savone, dans la région Ligurie.

## Histoire
- Sac de Ceriale et Borghetto

## Administration

### Hameaux
Peagna.

### Communes limitrophes
Albenga, Balestrino, Borghetto Santo Spirito, Cisano sul Neva, Toirano.